# Orden „9. September 1944“

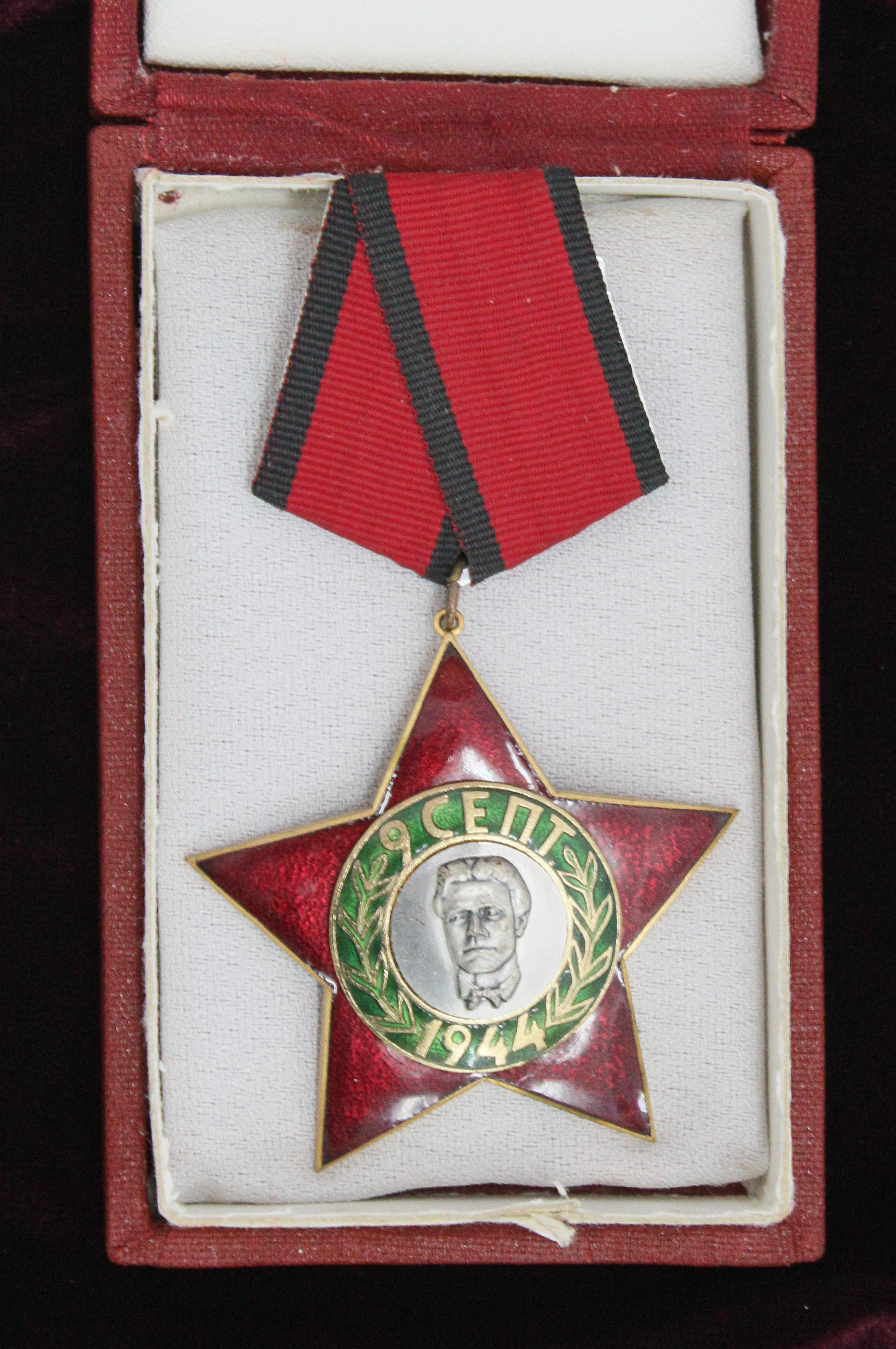
Orden „9. September 1944“ III. Stufe

Der Orden „9. September 1944“ (bulgarisch Орден „9 септември 1944“) war ein Verdienstorden der Königreichs Bulgarien (1945 bis 1946) und der Volksrepublik Bulgarien von 1946 bis 1990. Er wurde im Gedenken an die Machtergreifung der Kommunisten in Bulgarien 1944 gestiftet. Es erhielten ihn Militärangehörige für Verdienste im Zusammenhang mit der Armeerevolte am 9. September 1944 und der Bildung der Volksrepublik. An Zivilisten wurde er verliehen für Dienste an der bulgarischen Regierung. In Kriegszeiten war er bestimmt für Offiziere und Führer der bulgarischen Volksarmee für Mut und Führungsstärke.

## Stufen
Der Orden besteht aus drei Stufen in zwei Abteilungen für Militär- und Zivilverdienste. Bei Verleihungen für Militärverdienste befinden sich zwei gekreuzte Schwerter durch die Sternenwinkel.

## Aussehen
Die Auszeichnung ist ein fünfstrahliger weiß emaillierter goldener Stern. Im Medaillon ist das Porträt des bulgarischen Freiheitshelden Wassil Lewski zu sehen, das von einem grünen Blattkranz umschlossen ist. Im Revers der I. Stufe ist die dreizeilige Inschrift 9 септ. 1944 (9. September 1944) zu lesen. Bei der II. und III. Stufe ist im Kranz die Inschrift des Revers eingelassen. Die III. Stufe ist im Gegensatz zu den ersten beiden rot emailliert.

## Trageweise
Die I. Stufe wurde ursprünglich an einem roten Band um den Hals getragen und ist etwas größer als die beiden anderen. Die II. und III. Stufe war zunächst ein Steckabzeichen. Später vereinheitlichte man die Trageweise dahingehend, dass alle drei Stufen an einem Band auf der linken Brustseite getragen wurden. Das Band der I. Stufe ist weinrot mit einem weiß-grünen Randstreifen auf beiden Seiten. Die Bänder der anderen beiden Stufen sind rot mit einem beidseitigen hellblauen Randstreifen, wobei die II. Stufe zusätzlich über einen hellblauen Mittelstreifen verfügt.

## Verleihungen
Der erste Ordensträger war Georgi Dimitrow, der die Auszeichnung in der I. Stufe mit Schwertern erhielt. Bis zur Abschaffung des Ordens im Jahre 1990 kam er insgesamt 71.007 mal zur Verleihung.